# Maria Antonella Barucci
Maria Antonella Barucci és una astrònoma italiana famosa per haver descobert tres planetes menors.
Durant els anys 1984 i 1985 va descobrir tres planetes menors. El més notable és el que va descobrir juntament amb R. Scott Dunbar de tipus Objecte proper a la Terra i l'asteroide Aton 3362 Khufu a l'observatori Palomar. També va co-descobrir l'asteroide Apol·lo 3752 Camillo.
Barucci és coautora del llibre de text sobre astronomia i ciència planetaria The Solar System (2003) publicat per Springer-Verlag. L'asteroide 3485 Barucci del cinturó d'asteroides descobert per l'astrònom americà Edward Bowell el 1983 està batejat amb el seu nom.